# Canton de Grand-Champ
Le canton de Grand-Champ est une division administrative française, située dans le département du Morbihan et la région Bretagne.
À la suite du redécoupage cantonal de 2014, les limites territoriales du canton sont remaniées. Le nombre de communes du canton passe de 8 à 19.

## Histoire
- De 1833 à 1848, les cantons d'Elven et de Grand-Champ avaient le même conseiller général. Le nombre de conseillers généraux était limité à 30 par département[5].

- Un nouveau découpage territorial de la Morbihan entre en vigueur à l'occasion des élections départementales de 2015. Il est défini par le décret du 21 février 2014[4], en application des lois du 17 mai 2013 (loi organique 2013-402 et loi 2013-403)[6]. Les conseillers départementaux sont, à compter de ces élections, élus au scrutin majoritaire binominal mixte. Les électeurs de chaque canton élisent au Conseil départemental, nouvelle appellation du Conseil général, deux membres de sexe différent, qui se présentent en binôme de candidats. Les conseillers départementaux sont élus pour 6 ans au scrutin binominal majoritaire à deux tours, l'accès au second tour nécessitant 12,5 % des inscrits au 1er tour. En outre la totalité des conseillers départementaux est renouvelée. Ce nouveau mode de scrutin nécessite un redécoupage des cantons dont le nombre est divisé par deux avec arrondi à l'unité impaire supérieure si ce nombre n'est pas entier impair, assorti de conditions de seuils minimaux[7]. Dans le Morbihan, le nombre de cantons passe ainsi de 42 à 21.

- Le nouveau canton de Grand-Champ est formé de communes issues des anciens cantons de Grand-Champ (6 communes sur 8), de Locminé (7 sur 8) et de Rohan (6 sur 7). 13 communes sont situées dans l'arrondissement de Pontivy, les 6 autres relevant de l'arrondissement de Vannes. Le bureau centralisateur est situé à Grand-Champ.

## Représentation

### Conseillers d'arrondissement (de 1833 à 1940)
| Période                                  | Période | Identité           | Étiquette        | Qualité |
| ---------------------------------------- | ------- | ------------------ | ---------------- | --- |
| 1833                                     | 1842    | M. Le Ridant       |                  | Propriétaire à Vannes                                                                                       |
|                                          |         |                    |                  | |
|                                          | ap.1895 | Ambroise Cougoulic | Conservateur     | Fabricant de tissu à Grand-Champ                                                                            |
|                                          | 1907    | Julien Le Dréan    | Conservateur     | Cultivateur, conseiller municipal de Grand-Champ                                                            |
| 1907                                     | 1931    | Joseph Oliviéro    | Conservateur URD | Propriétaire-agriculteur, maire de Grand-Champ                                                              |
| 1931                                     | 1940    | Joseph Kerneur     | URD              | Maire de Grand-Champ                                                                                        |
| 1940                                     |         |                    |                  | Les conseils d'arrondissement ont été suspendus par la loi du 12 octobre 1940 et n'ont jamais été réactivés |
| Les données manquantes sont à compléter. |         |                    |                  | |

### Conseillers généraux (de 1833 à 2015)
| Période | Période          | Identité                                       | Étiquette                      | Qualité                                                                                                 |
| ------- | ---------------- | ---------------------------------------------- | ------------------------------ | --- |
| 1833    | 1842             | Abel Marie Hervo (1817-1888)                   |                                | Procureur du Roi à Vannes                                                                               |
| 1842    | 1844 (décès)     | Balthazar Louis Emmanuel de Robien (1782-1844) |                                | Propriétaire à Crach et à Alexain (Mayenne)                                                             |
| 1844    | 1848             | Arthur de Castel (1791-1876)                   |                                | Ancien capitaine du Génie Propriétaire à Saint-Nolff et à Saint-Servant-sur-Oust (château du Castel)    |
| 1848    | 1852             | Charles Louis de Gouvello de la Porte          |                                | Propriétaire à Crach                                                                                    |
| 1852    | 1886 (décès)     | Comte Henri de la Bourdonnaye de Couëtcandec   | Droite                         | Chambellan honoraire de l'Empereur Napoléon III Propriétaire, Maire de Grand-Champ                      |
| 1886    | 1899 (décès)     | Vicomte Roger de Saint-George                  | Droite                         | Propriétaire du château du Rest Maire de Grand-Champ                                                    |
| 1899    | 1913 (démission) | Baron Charles Marrier de La Gatinerie          | Conservateur                   | Ancien officier Propriétaire du château du Nédo Maire de Plaudren                                       |
| 1913    | 1919             | Joseph-Marie Jégousse                          |                                | Propriétaire à Grand-Champ                                                                              |
| 1919    | 1934             | Joseph-Marie, dit Job Le Pévédic               | URD                            | Industriel à Grand-Champ, maire de Ploemel (1908-1964) Député (1928-1940)                               |
| 1934    | 1940             | Joseph Le Soufaché                             | PDP                            | Industriel, adjoint au maire de Grand-Champ Nommé conseiller départemental en 1943                      |
|         |                  |                                                |                                | |
| 1945    | 1956 (décès)     | Joseph Le Soufaché                             | DVD                            | Industriel à Grand-Champ                                                                                |
| 1956    | 1958             | Albert Kraffe                                  | DVD                            | Adjoint au maire de Grand-Champ                                                                         |
| 1958    | 1976             | Jean-Baptiste Thébaud                          | UFF puis UNR puis UDR puis DVD | Ancien résistant Maire de Plaudren (1959-1983)                                                          |
| 1976    | 2001             | Célestin Blévin                                | DVD puis RPR                   | Notaire, conseiller régional Maire de Grand-Champ (1965-2001) Suppléant du député Jean-Charles Cavaillé |
| 2001    | 2015             | Yves Bleunven                                  | UMP                            | Chef d'entreprise agroalimentaire Maire de Grand-Champ Vice-Président du Conseil Général                |

### Conseillers départementaux (depuis 2015)
| Période élective | Période élective | Mandat | Mandat   | Identité          | Nuance | Nuance | Qualité |
| ---------------- | ---------------- | ------ | -------- | ----------------- | ------ | ------ | --- |
| 2015             | 2021             | 2015   | 2021     | Yves Bleunven     |        | LR     | Chef d'entreprise Maire de Grand-Champ (2001-2023) 1er vice-président de la commission permanente du Conseil départemental Sénateur du Morbihan (depuis 2023) |
| 2015             | 2021             | 2015   | 2021     | Annick Maugain    |        | DVD    | Aide médico-psychologique retraitée Adjointe au maire de Bréhan                                                                                               |
| 2021             | 2028             | 2021   | en cours | Pierre Guégan     |        | DVD    | Conducteur de travaux Maire de Plumelin (depuis 2014) |
| 2021             | 2028             | 2021   | en cours | Dominique Le Meur |        | DVD    | Première adjointe au maire de Grand-Champ Maire de Grand-Champ (depuis 2023)                                                                                  |

### Résultats détaillés

#### Élections de mars 2015
Lors des élections départementales de 2015, le binôme composé de Yves Bleunven et Annick Maugain (Union de la Droite) est élu au premier tour avec 57,44 % des suffrages exprimés, devant le binôme composé de Gabriel Bouche et Gisèle Burban (FN) (27,94 %). Le taux de participation est de 53,85 % (14 109 votants sur 26 201 inscrits) contre 52,56 % au niveau départemental et 50,17 % au niveau national.

#### Élections de juin 2021
Le premier tour des élections départementales de 2021 est marqué par un très faible taux de participation (33,26 % au niveau national). Dans le canton de Grand-Champ, ce taux de participation est de 32,67 % (9 204 votants sur 28 172 inscrits) contre 34,81 % au niveau départemental. À l'issue de ce premier tour, deux binômes sont en ballottage : Pierre Guegan et Dominique Le Meur (DVD, 51,84 %) et Hélène Baron et François Caharel (DVG, 24,79 %).
Le second tour des élections est marqué une nouvelle fois par une abstention massive équivalente au premier tour. Les taux de participation sont de 34,36 % au niveau national, 36 % dans le département et 32,27 % dans le canton de Grand-Champ. Pierre Guegan et Dominique Le Meur (DVD) sont élus avec 69,27 % des suffrages exprimés (5 736 voix pour 9 094 votants et 28 182 inscrits),,. 

## Composition

### Composition avant 2015

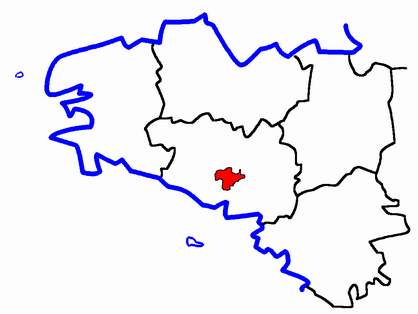
Situation du canton de Grand-Champ dans le département du Morbihan avant 2015.

Jusqu'en 2015, le canton de Grand-Champ était constitué de 8 communes.
| Nom                     | Code Insee | Codepostal | Superficie (km2) | Population (dernière pop. légale) | Densité (hab./km2) |
| ----------------------- | ---------- | ---------- | ---------------- | --------------------------------- | ------------------ |
| Grand-Champ (chef-lieu) | 56067      | 56390      | 67,34            | 5 098 (2012)                      | 76                 |
| Brandivy                | 56022      | 56390      | 25,88            | 1 260 (2012)                      | 49                 |
| Colpo                   | 56042      | 56390      | 26,48            | 2 258 (2012)                      | 85                 |
| Locmaria-Grand-Champ    | 56115      | 56390      | 14,06            | 1 499 (2012)                      | 107                |
| Locqueltas              | 56120      | 56390      | 19,46            | 1 647 (2012)                      | 85                 |
| Meucon                  | 56132      | 56890      | 5,73             | 2 212 (2012)                      | 386                |
| Plaudren                | 56157      | 56420      | 41,07            | 1 685 (2012)                      | 41                 |
| Plescop                 | 56158      | 56890      | 23,35            | 5 091 (2012)                      | 218                |

### Composition depuis 2015
Lors du redécoupage de 2014, le canton de Grand-Champ comprenait 19 communes entières.
À la suite de la création au 1er janvier 2016 de la commune nouvelle d'Évellys par regroupement entre Moustoir-Remungol, Naizin et Remungol, le canton regroupe désormais 17 communes.
| Nom                                 | Code Insee | Intercommunalité                            | Superficie (km2) | Population (dernière pop. légale) | Densité (hab./km2) | Modifier                                    |
| ----------------------------------- | ---------- | ------------------------------------------- | ---------------- | --------------------------------- | ------------------ | ------------------------------------------- |
| Grand-Champ (bureau centralisateur) | 56067      | CA Golfe du Morbihan - Vannes Agglomération | 67,34            | 5 859 (2022)                      | 87                 | modifier les données · modifier les données |
| Brandivy                            | 56022      | CA Golfe du Morbihan - Vannes Agglomération | 25,88            | 1 423 (2022)                      | 55                 | modifier les données · modifier les données |
| Bréhan                              | 56024      | CC Pontivy Communauté                       | 51,65            | 2 298 (2022)                      | 44                 | modifier les données · modifier les données |
| La Chapelle-Neuve                   | 56039      | CC Baud Communauté                          | 21,87            | 1 002 (2022)                      | 46                 | modifier les données · modifier les données |
| Colpo                               | 56042      | CA Golfe du Morbihan - Vannes Agglomération | 26,48            | 2 258 (2022)                      | 85                 | modifier les données · modifier les données |
| Crédin                              | 56047      | CC Pontivy Communauté                       | 33,74            | 1 493 (2022)                      | 44                 | modifier les données · modifier les données |
| Évellys                             | 56144      | CC Centre Morbihan Communauté               | 80,34            | 3 384 (2022)                      | 42                 | modifier les données · modifier les données |
| Locmaria-Grand-Champ                | 56115      | CA Golfe du Morbihan - Vannes Agglomération | 14,06            | 1 825 (2022)                      | 130                | modifier les données · modifier les données |
| Locminé                             | 56117      | CC Centre Morbihan Communauté               | 4,86             | 4 708 (2022)                      | 969                | modifier les données · modifier les données |
| Locqueltas                          | 56120      | CA Golfe du Morbihan - Vannes Agglomération | 19,46            | 1 980 (2022)                      | 102                | modifier les données · modifier les données |
| Moustoir-Ac                         | 56141      | CC Centre Morbihan Communauté               | 33,92            | 1 713 (2022)                      | 51                 | modifier les données · modifier les données |
| Plaudren                            | 56157      | CA Golfe du Morbihan - Vannes Agglomération | 41,07            | 1 970 (2022)                      | 48                 | modifier les données · modifier les données |
| Pleugriffet                         | 56160      | CC Pontivy Communauté                       | 38,49            | 1 281 (2022)                      | 33                 | modifier les données · modifier les données |
| Plumelin                            | 56174      | CC Centre Morbihan Communauté               | 31,33            | 2 841 (2022)                      | 91                 | modifier les données · modifier les données |
| Radenac                             | 56189      | CC Pontivy Communauté                       | 21,65            | 1 067 (2022)                      | 49                 | modifier les données · modifier les données |
| Réguiny                             | 56190      | CC Pontivy Communauté                       | 27,92            | 1 944 (2022)                      | 70                 | modifier les données · modifier les données |
| Rohan                               | 56198      | CC Pontivy Communauté                       | 23,43            | 1 541 (2022)                      | 66                 | modifier les données · modifier les données |
| Canton de Grand-Champ               | 5603       |                                             | 563,49           | 38 587 (2022)                     | 68                 | modifier les données                        |

## Démographie

### Démographie avant 2015
| 1962  | 1968  | 1975  | 1982   | 1990   | 1999   | 2006   | 2011   | 2012   |
| ----- | ----- | ----- | ------ | ------ | ------ | ------ | ------ | ------ |
| 8 822 | 8 978 | 9 897 | 12 158 | 13 661 | 15 320 | 18 456 | 20 239 | 20 750 |

### Démographie depuis 2015
En 2022, le canton comptait 38 587 habitants, en évolution de +3,66 % par rapport à 2016 (Morbihan : +3,82 %, France hors Mayotte : +2,11 %).
| 2013   | 2018   | 2022   |
| ------ | ------ | ------ |
| 36 180 | 37 605 | 38 587 |